# 旅の贈りもの 明日へ
『旅の贈りもの 明日へ』は、2012年10月27日公開の日本映画。10月13日より福井県で先行上映。第25回東京国際映画祭特別招待作品。前川清の初主演映画。
2006公開の『旅の贈りもの 0:00発』に続き、鉄道の旅を通して人々の再生を描くヒューマンドラマのシリーズ第2弾として制作された。 

## キャスト
- 前川清：仁科孝祐
- 酒井和歌子：秋山美月
- 山田優：香川結花
- 葉山奨之：高校生・仁科
- 清水くるみ：高校生・秋山
- 須磨和声：久我晃
- 徳井優：徳俵
- きたろう：鈴本
- 白井淳夫：白井隼人
- 櫻井淳子（友情出演）
- 駿河太郎[3]

## スタッフ
- 監督：前田哲
- 原案・企画：竹山昌利
- 脚本：篠原高志、前田哲、竹山昌利
- 製作代表：木下直哉
- プロデューサー：竹山昌利、松村英美、田中誠
- 音楽：国吉良一
- 主題歌：前川清「春の旅人」
- 撮影：佐々木原保志
- 照明：安河内央之
- 美術：磯見俊裕
- 録音：加藤大和

## 福井県内のロケ地
福井県内の観光地等を中心としてロケが行われている。

### 福井市

#### 福井市街
- 足羽川桜並木（桜橋）
- 足羽山・愛宕坂
- SHIRAI HOUSE
- JR福井駅
- ホテルフジタ福井
- ユアーズホテルフクイ
- 岩井病院
- 福林軒
- 新栄商店街

#### 周辺
- 亀島
- 田原町駅
- 鷹巣海水浴場
- ハーモニーホールふくい(県立音楽堂)
- 一乗谷朝倉氏遺跡
- JR一乗谷駅

### あわら市・坂井市
- やまに水産
- 魚志楼
- 芦原温泉旅館協同組合
- えちぜん鉄道あわら湯のまち駅
- 丸岡城
- JR丸岡駅
- えちぜん鉄道三国港駅
- 三國神社
- グランディア芳泉

## その他のロケ地
- JR石動駅（富山県）

## 主題歌・挿入歌
主題歌
- 「春の旅人」（歌：前川清）
  - 作詞：伊集院静、作曲・編曲：都志見隆

挿入歌
- 「ふるさとの木の下で…」（歌：あさみちゆき）
  - 作詞：さくらちさと、作曲：鈴木キサブロー、編曲：矢野立美

## その他
- 福井特産のガザ海老丼を食べるシーンがある。
- 映画で使用されたセットの一部が新栄商店街にて、2013年春まで公開されている。
- また、この映画のために2011年春のダイヤ改正で運転を終了していた特急雷鳥が特別に運転された。